# シッド・ネルソン
シドニー・レイモンド・ケニス・ネルソン（Sidney Raymond Kenneth Nelson, 1996年1月1日 - )は、イングランドのロンドン、ルイシャム・ロンドン特別区出身のサッカー選手。イングランド4部のトレンメア・ローヴァーズFC所属。ポジションはセンターバック。

## 経歴
ロンドン東部、ルイシャムに生まれる。8歳の時、ネルソンはミルウォールと最初の契約を結ぶ。彼はユースチームでキャプテンを務め、2014年8月にプロ契約を結んだ。同年12月28日にトップチームで初めて出場機会を得ると、当時監督を務めていたイアン・ホロウェイから、この試合の「ベストプレイヤー」と称賛された。ネルソンは、自身の家族が応援するクラブのためにプレーすることが夢だったと語った。
2017年1月4日、ネルソンは、当時イングランド4部に所属していたニューポート・カウンティAFCへシーズン終了まで半年間、レンタル移籍することが発表された。新天地でのデビューは、同月7日に行われたスティヴネイジFCとのリーグ戦だった。センターバックとして90分間フル出場するも、このアウェイでの試合にチームは1－3で敗れた。ネルソン自身はその後もスターティングメンバーに名を連ね、クラブのリーグ残留に貢献した。
2017年8月21日、当時イングランド4部に所属していた、ヨーヴィル・タウンFCへ半年間レンタル移籍をすることが発表。
2018年1月4日、当時イングランド4部に所属していた、チェスターフィールドFCへ半年間レンタル移籍をすることが発表。
2018年5月、ネルソンはミルウォールから1年間の契約延長のオファーを受け取る。
2018年8月、スウィンドン・タウンFCへレンタル移籍をすることが発表。
2019年1月、トレンメア・ローヴァーズFCへレンタル移籍。
2019年５月、契約満了に伴ってミルウォールを退団。
2019年6月、トレンメア・ローヴァーズと2年契約を結ぶ。